# Beatrice de Bourbon
Beatrice de Bourbon, Beatrycze Burbońska (ur. ok. 1318; zm. 23 grudnia 1383) – królowa czeska od 1334, tytularna królowa Polski 1334-1335.

## Życiorys
Beatrycze była córką Ludwika de Burbon i Marii d’Avesnes. Kiedy w 1330 król czeski Jan Luksemburski owdowiał, monarcha francuski Filip VI zainicjował jego małżeństwo z Beatrycze. Umowa małżeńska została podpisana na początku grudnia 1334 w Vincennes. Niedługo później nastąpił ślub w Paryżu. Do zawarcia małżeństwa niezbędna była dyspensa, której na prośbę króla Filipa VI udzielił 9 stycznia 1335 papież Benedykt XII. Wesele uświetnił turnej rycerski w Cholet. W jego trakcie Jan został ciężko ranny. Po tym wypadku monarcha francuski zakazał organizowania turniejów bez swojej zgody.

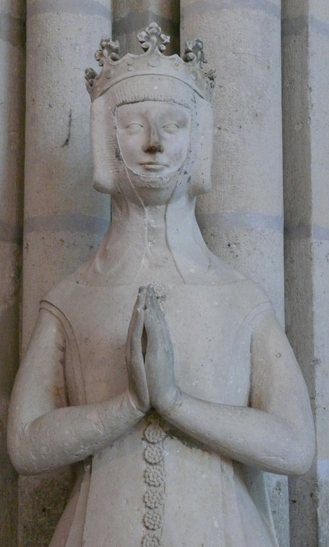
Pomnik Beatrycze Burbon

Panna młoda otrzymała w posagu rentę 4000 liwrów zabezpieczoną na hrabstwie Clermont. Po śmierci ojca Beatrycze miała otrzymać 1000 liwrów zabezpieczonych na księstwie Bourbonnais. Król czeski i jego spadkobiercy w razie przedwczesnej śmierci żony mieli otrzymać niektóre lenna należące do Ludwika de Burbon i renty w pieniądzach. Jan Luksemburski zapisał żonie dochody z hrabstwa Luksemburg. Męscy potomkowie Jana i Beatrycze mieli odziedziczyć hrabstwo Luksemburga, margrabstwo Arlon, hrabstwo Laroche, dobra Durbuy i Poilvache, a także dziedziczne lenna króla Jana Luksemburskiego we Francji. Córki miały otrzymać majątki Jana w Hennegau, które zresztą były wówczas zastawione i wcześniej przewidziano je jako oprawę wdowią dla Blanki de Valois małżonki margrabiego Karola IV. Na mocy wcześniejszych umów mieli je odziedziczyć synowie margrabiego Karola, a córkom miały być wypłacane pieniądze. O umowie małżeńskiej i ślubie nie zawiadomiono synów króla Jana: Karola i Jana Henryka. Obaj mieli je jednak zatwierdzić razem z rycerstwem i miastami księstwa Luksemburg. Karol uczynił to w sierpniu 1335.
Beatrycze przybyła do Pragi 2 stycznia 1336. W stolicy Czech młodą królową opiekowała się żona margrabiego Karola Blanka de Valois. Obie kobiety mogły łatwo porozumieć się po francusku. Młoda królowa źle czuła się w Pradze, gdzie stale była zestawiana z Blanką de Valois i to porównanie nie wychodziło na jej korzyść. Raziła jej niechęć do języka czeskiego, którym biegle władała żona margrabiego Karola, chłód i wyniosłość. Zaniepokojony sytuacją król Jan Luksemburski polecił synowej wyjechać do Brna. W lutym 1337 Beatrycze urodziła syna Wacława. Koronacja nastąpiła 18 maja 1337 w katedrze św. Wita w Pradze. Wkrótce po ceremonii Beatrycze wyjechała do Luksemburga,  pozostawiając swojego małego syna Wacława. Od tej pory rzadko przebywała w Czechach, większość czasu spędzając w Luksemburgu.
W 1346 po śmierci Jana Luksemburskiego jego syn Karol potwierdził postanowienia umowy ślubnej. Przekazał macosze w dożywocie majątki w Hennegau z zastrzeżeniem, że po jej śmierci przypadną jej synowi Wacławowi lub innemu hrabiemu luksemburskiemu. Zatwierdził jej majątek wdowi wynoszący 6000 liwrów zabezpieczonych na dobrach i zamku Damvillers, gdzie zamieszkała, dobrach Marville i Arlon. Tych dochodów miała użyć nie tylko na własne potrzeby, lecz także na wychowanie syna. Karol pozostawił jej również wszystkie ruchomości i dochody z kopalń w Kutnej Horze. Beatrycze miała do dyspozycji także dochody pozostawione jej przez ojca, które były zabezpieczone na dobrach Creil.
W 1347 Beatrycze zaręczyła syna Wacława z Joanną Brabancką. Ślub nastąpił 13 marca 1352 w Nivelles.

## Potomstwo
Jan Luksemburski i Beatrycze Bourbon mieli dwoje dzieci:
- Wacław I (ur. 25 lutego 1337, zm. 7 grudnia 1383)
- Bonna (rok urodzenia i śmierci nieznany)